# Panthea kolschubeyi
Panthea kolschubeyi är en fjärilsart som beskrevs av Leo Andrejewitsch Sheljuzhko. Panthea kolschubeyi ingår i släktet Panthea och familjen Pantheidae. Inga underarter finns listade i Catalogue of Life.